# Utetheisa kallima
Utetheisa kallima là một loài bướm đêm thuộc phân họ Arctiinae, họ Erebidae.